# Notre-Dame-de-Londres
Notre-Dame-de-Londres is een gemeente in het Franse departement Hérault (regio Occitanie) en telt 507 inwoners (2019). De plaats maakt deel uit van het arrondissement Lodève.

## Geografie
De gemeente ligt in de vallei of vlakte van Londres. Deze naam is een verbastering van dundras, een oude lokale term voor een uitgedroogd moerassig gebied.
De oppervlakte van Notre-Dame-de-Londres bedraagt 28,5 km², de bevolkingsdichtheid is 18 inwoners per km².
De onderstaande kaart toont de ligging van Notre-Dame-de-Londres met de belangrijkste infrastructuur en aangrenzende gemeenten.

## Demografie
Onderstaande figuur toont het verloop van het inwonertal (bron: INSEE-tellingen).